# Sokolovce
Sokolovce est un village de Slovaquie situé dans la région de Trnava.

## Histoire
Première mention écrite du village en 1293.

## Démographie

### Évolution de la population
| Année:               | 1994. | 2004.   | 2014.    | 2024.   |
| -------------------- | ----- | ------- | -------- | ------- |
| Nombre de personnes: | 1124  | 1168    | 1292     | 1401    |
| Différence:          |       | +3,91 % | +10,61 % | +8,43 % |

| Année:               | 2023. | 2024.   |
| -------------------- | ----- | ------- |
| Nombre de personnes: | 1402  | 1401    |
| Différence:          |       | -0,07 % |